# Sejfi Protopapa
Sejfi Estref Protopapa (ur. 20 lutego 1923 w Beracie, zm. 13 kwietnia 2014 w Wayland) – działacz Balli Kombëtar, po II wojnie światowej inżynier NASA.

## Życiorys
W 1943 roku po ukończeniu studiów we Włoszech wrócił do Beratu, gdzie zaangażował się w ruch oporu. Został dowódcą oddziału Balli Kombëtar stacjonującego w Roskovcu. Upublicznił tajną dyrektywę Envera Hodży z 10 września 1943 roku, na mocy której Armia Narodowo-Wyzwoleńcza miała rozpocząć walkę zbrojną przeciw Balli Kombëtar; dla swojego bezpieczeństwa Protopapa opuścił Albanię w listopadzie 1944 roku, gdy kraj został już wyzwolony przez komunistów.
Mieszkał początkowo we Włoszech, następnie w Stanach Zjednoczonych; kontynuował tam studia z dziedziny fizyki jądrowej.
Po upadku komunizmu wrócił w 1991 roku do Albanii, gdzie zaangażował się w obronę autokefalii Albańskiego Kościoła Prawosławnego.
W 1992 roku odwiedził pisarza Dritëra Agolliego, który po II wojnie światowej był działaczem Albańskiej Partii Pracy oraz wyznawcą socrealizmu. Protopapa przyznał Agolliemu, że jako działacz Balli Kombëtar nie zabił żadnego Albańczyka ani nie współpracował z okupantem, jedynie ujawnił dyrektywę Hodży.